# Teodor Dr. Popescu
Teodor Dr. Popescu (n. 16 iunie 1881, Dumbrava, jud. Mureș- d. 14 februarie 1926, Cluj) a fost un deputat în Marea Adunare Națională de la Alba Iulia, organismul legislativ reprezentativ al „tuturor românilor din Transilvania, Banat și Țara Ungurească”, cel care a adoptat hotărârea privind Unirea Transilvaniei cu România, la 1 decembrie 1918.:p. 77

## Biografie
Teodor Popescu, născut în localitatea Dumbrava, județul Mureș, a urmat studiile superioare la Facultatea de Drept și Științe Politice din Budapesta. La terminarea studiilor, Popescu avea să ocupe funcția de avocat la Reghin și Făgăraș devenind și membru al Despărțământului Reghin al Astrei. Se dovedește a fi unul dintre organizatorii adunării populare de protest de la Reghin din aprilie 1907. Are și funcția de membru al Consiliului Național Român din Reghin, iar după 1918 va exercita funcția de judecător la Tribunalul din Cluj. A decedat la Cluj la data de 14 februarie 1926.

## Activitatea politică
A fost ales ca delegat titular al cercului electoral  Reghin, la Marea Adunare Națională de la Alba Iulia de la 1 decembrie 1918.:p.264